# Agrias antonia
Agrias antonia är en fjärilsart som beskrevs av Peter William Michael 1929. Agrias antonia ingår i släktet Agrias och familjen praktfjärilar. Inga underarter finns listade i Catalogue of Life.